# Вахід Амірі
Вахід Амірі (перс. وحید امیری; нар. 2 квітня 1988, Хорремабад) — іранський футболіст, нападник клубу «Персеполіс».
Виступав, зокрема, за клуби «Нафт Масджед Солейман» та «Нафт Тегеран», а також національну збірну Ірану.

## Клубна кар'єра
У дорослому футболі дебютував 2011 року виступами за команду клубу «Нафт Масджед Солейман», в якій провів два сезони, взявши участь у 48 матчах чемпіонату. Був основним гравцем атакувальної ланки команди.
Своєю грою за цю команду привернув увагу представників тренерського штабу клубу «Нафт Тегеран», до складу якого приєднався 2013 року. Відіграв за тегеранську команду наступні три сезони своєї ігрової кар'єри. Граючи у складі «Нафт Тегерана», також здебільшого виходив на поле в основному складі команди.
До складу клубу «Персеполіс» приєднався 2016 року. Станом на відіграв за тегеранську команду 34 матчі в національному чемпіонаті.

## Виступи за збірну
У 2015 році дебютував в офіційних матчах у складі національної збірної Ірану.
У складі збірної був учасником кубка Азії з футболу 2015 року в Австралії.

## Титули і досягнення
- Чемпіон Ірану (5):

Персеполіс: 2016-17, 2017-18, 2019-20, 2020-21, 2022-23
- Володар Кубка Ірану (1):

Персеполіс: 2022-23
- Володар Суперкубка Ірану (4):

Персеполіс: 2017, 2018, 2020, 2023
Особисті
- Іранський футболіст року: 2018